# مسجد ملاعلی آران
مسجد ملاعلی آران مربوط به دوره قاجار است و در آران و بیدگل، خیابان محمدهلال، کوچه جنب مسجد قاضی واقع شده و این اثر در تاریخ ۱۰ خرداد ۱۳۸۲ با شمارهٔ ثبت ۹۰۱۳ به‌عنوان یکی از آثار ملی ایران به ثبت رسیده‌است.
پرونده:آران وبیدگل مسجد و آرامگاه آیت اله شهید قاضی ملاعلی آرانی.jpg|alt=مسجد ملاعلي |مسجد ملاعلي
این مسجد به عنوان محل کارهای قضایی و محل اقامت محتسب و امین الحاج (دادستان مدعی العموم) و زندان در کنار محل دیوان قضایی و خانه قاضی ملاعلی(خانه تاريخي كرباسي ها ) بود که بعد از فتحعلی شاه کاربردی نداشت که بنای جدید در حدود سال ۱۲۷۰ شمسی توسط فردی به نام بابا قاسم، چراغدار زیارت پنج امامزاده و مسجد قاضی بود که این مکان را مرمت و بازسازی و مبدل به مسجد نموده‌است. قسمت‌هایی از این بنا در سال‌های مختلف ۱۳۲۰ و ۱۳۳۰ و ۱۳۵۲ هم ترمیم گردیده‌است.